# Maciej Rybczyński
Maciej Andrzej Rybczyński (ur. 29 października 1975 w Kielcach) – polski fizyk, nauczyciel akademicki, profesor nauk fizycznych.

## Życiorys
W 1999 ukończył studia z zakresu fizyki w Wyższej Szkole Pedagogicznej im. Jana Kochanowskiego w Kielcach. Doktoryzował się w 2006 w Instytucie Problemów Jądrowych im. Andrzeja Sołtana na podstawie pracy pt. Multiplicity fluctuations in relativistic heavy ion collision (Fluktacje krotności w zderzeniach relatywistycznych ciężkich jonów), której promotorem był Zbigniew Włodarczyk. Stopień naukowy doktora habilitowanego uzyskał w 2014 na Wydziale Matematyczno-Przyrodniczym Uniwersytetu Jana Kochanowskiego w Kielcach w oparciu o cykl prac nt. Analiza fluktuacji i korelacji w zderzeniach relatywistycznych jonów. Tytuł naukowy profesora nauk fizycznych otrzymał 7 września 2023 roku.
W 1999 został zatrudniony na stanowisku asystenta w Wyższej Szkole Pedagogicznej w Kielcach, przekształconej następnie w Akademię Świętokrzyską i Uniwersytet Jana Kochanowskiego w Kielcach. W 2006 objął stanowisko adiunkta, w 2016 profesora nadzwyczajnego, a od 2023 pracuje na stanowisku profesora. W kadencjach 2016–2020 i 2020–2024 został wybrany zastępcą dyrektora do spraw naukowych Instytutu Fizyki UJK. W tej samej jednostce został kierownikiem Zakładu Fizyki Komputerowej i Informatyki.
W 2021 zainicjował utworzenie Centrum Obliczeń i Modelowania Komputerowego (COiMK). Centrum zostało utworzone na mocy decyzji Rektora UJK, a w lipcu 2021 został jego kierownikiem. COiMK jest samodzielną jednostką funkcjonującą w strukturze Wydziału Nauk Ścisłych i Przyrodniczych UJK, która pozwala na zintegrowanie zasobów komputerowych Wydziału, tak aby stanowiły urządzenie o dużej mocy obliczeniowej. W zasobach COiMK znajduje się klaster komputerowy dużej mocy, który służy do wykonywania skomplikowanych obliczeń numerycznych w ramach badań naukowych realizowanych przez pracowników, studentów i doktorantów UJK oraz przez osoby z innych ośrodków naukowych w Polsce i na świecie.